# زينب قره خان أوسلو
زينب قره خان أوسلو (بالتركية: Zeynep Karahan Uslu) (ولدت في 11 تموز (يوليو) 1969، اسطنبول) وهي سياسية واكاديمية تركية.

## المسيرة الأكاديمية
حصلت أوسلو على شهادة الماجستير في مجال الصحافة والعلاقات العامة، في كلية الاتصالات بجامعة اسطنبول عام 1990. ثم حصلت على شهادة الدكتوراه في ذات المجال عام 1992.
وقد عينت مدرسة بالجامعة في الفترة ما بين عامي 1991-1994 في كل من كلية الاتصالات وكلية الآداب بجامعة إسطنبول وذلك ما بين عامي 1994-2002. وفي الفترة ما بين 2000-2007 توقفت عن التدريس نتيجة عملها كعضوة في مجلس الشعب التركي، لكنها عادت مجدداً للتدريس في ذات مجال الاتصالات في العديد من الجامعات ومراكز الأبحاث التركية.
وقد نشرت عنها العديد من المقالات والعديد من الكتب التي بلغ عددها 5 كتب فيما يخص اسهاماتها في مجالات الاتصالات، والسياسة، والاجتماع، وحقوق المرأة. وعلى الرغم من انشغالها بالعمل الأكاديمي إلا أنها ساهمت في العديد من الأنشطة السياسية، وانضمت للعديد من الأحزاب السياسية.

## المسيرة السياسية
وفى عام 2002 اختيرت كنائب عام في إسطنبول كأقوى امرأة في البرلمان في عقدها الثاني والعشرون.واختيرت بعد ذلك إلى رئاسة المجموعة التركية في مجموعة البحر الأسود في أوروبا في البرلمان.وفى هذه الاحيان فان المتحدث باسم هذه اللجنة فقد عينت كنائب لرئيس مجموعة الاصدقاء بالبرلمان في تركيا-باكستان وقامت بالعديد من الوظائف في الفترة الثانية والعشرون لعمل بروتكولات مشاركة بين البرلمانات التركية-الإيطالية.
واختيرت مجددا كنائبة في شانلى روفا في عمرها الرابع والعشرون، واختيرت كثالث امرأة في تاريخ جمهورية تركيا في المنطقة.وفى نفس العام اختيرت لرئاسة المجموعة التركية في البرلمان المتحد من اجل البحر الأسود.وساهمت أيضا كونها عضو في لجنة المساواة بين الرجل والمرأة في هذه الفترة، فقد دارت هذه الفترة الرئاسية من اجل بروتوكل التعاون الدولى بين البرلمانات التركية-الإيطالية.
وفى الفترة من 2003 إلى 2012 عملت كمساعد لوزير العلاقات العامة بحزب العدالة والتنمية.وبعد كون كارهان أوسلو عضو في منظمة التعاون الرئاسى للعلاقات الخارجية بحزب العدالة والتنمية، فقد اختيرت بعدها إلى عضوية مجلس إدارة القرار بالكونغرس في دورته الثالثة والرابعة

## الوظائف الأقليمية والدولية التي مثلتها
- رئيس هيئة مجلس امناء المؤسسة بقصر يلدز 2013
-مساعد رئيس لجنة تعاون المراكز الإقليمية والمحلية بالبحر الأسود بأوروبا 2009
-عضو بمؤسسة تورنيج واتومبيل بتركيا 2007
-عضو بمؤسسة إدارة منظمة الاجتماع بالنمسا 2007
-عضو بمجلس الإدارة في كلية الاتصالات بجامعة إسطنبول 2007
-عضو بنادى الاناضول 2002
-عضو باتحاد الاتصالات الدولى 2001
-عضو بلجنة الإدارة التي أسسس منظمة التعاون والثقافة التعليمية

## حياتها الخاصة
ان زينب قره خان أوسلو هي ابنة الدكتور عبد القادر قره خان المعروف بدراساته في مجالات التكنولوجيا والإلهيات ووالدتها الاستاذة سوريا قره خان.وتزوجت بالدكتور إبراهيم أوسلو وانجبت بنت سمتها ملك وتجيد اللغة الإنجليزية.

## المنشورات
-القوالب المهدومة 2 : التواصل بين الثقافات، تعدد الثقافات، الاستاذ المساعد دكتور زينب قره خان أوسلو والاستاذ جان بلجى، ومنشورات بيتا، إسطنبول 2012.
-السلطة والسياسة، زينب قره خان أوسلو، جان بيلج، بيتا للنشر، إسطنبول 2009
-المرأة والتلفزيون، زينب قره خان أوسلو، منشورات الفا،2000

## الجوائز
- جائزة العام للنائب في السياسة والاقتصاد بمجلة رؤية 2023 في عام 2013
- جائزة النائب للعام من مجلس الشباب بتركيا في 2013
- المجتمع المدني، دنيا العمل، جائزة سيدة الأعمال النشطة، بجمعية انقرة لرجال الأعمال الشباب في 2012
- وسام الدولة الإيطالية ديلا ستيلا-سوليدارسيتى(الإيطالية) 2007
- جائزة العام للنائب، باتحاد الوظائف في 2007
- جائزة الشباب ب 19 مايو في جمعية الشباب 2004
- جائزة العام للنائب من مجلة السياسة في 2004

## الروابط الخارجية
(http://www.zkuslu.com) Dr.Zeynep Karahan Uslu web sitesi
(http://www.karahankutuphanesi.gov.tr نسخة محفوظة 17 يناير 2021 على موقع واي باك مشين.) Abdülkadir Karahan Kütüphanesi web sitesi
http://www.akparti.org.tr/
http://www.tbmm.gov.tr/develop/owa/milletvekillerimiz_sd.bilgi?p_donem=24&p_sicil=6104
http://www.akparti.org.tr/site/haber/35329/ar-ge-baskan-yardimcilari-belirlendi/baskanliklar